# 扎布雷縣
扎布雷縣（Zabré Department） 為布吉納法索中東大區布爾古省轄下的縣。該縣有43個城鎮。扎布雷（Zabré）為該縣的首府。2006年人口普查中該縣人口有84,728人。